# GP Explorer 1
Navigation
GP Explorer 2
Le GP Explorer 1 est la première édition du GP Explorer, une course de Formule 4 entre créateurs de contenu organisée par Squeezie. Il se tient le 8 octobre 2022 au circuit Bugatti du Mans.
Diffusée en direct sur Twitch, celle-ci établit le nouveau record francophone de visionnages concurrents avec plus d'un million de téléspectateurs réunis pour assister à l'événement, avant d'être battu un mois après lors du Eleven All Stars.

## Liste des engagés
Sur les vingt-deux participants à l'événement, seulement trois sont des femmes, un chiffre que Numérama considère comme un « triste reflet de la « parité » sur la plateforme ». Tous les pilotes conduisent la même voiture, à savoir la Mygale M21-F4 Alpine/Oreca.
| Équipe              | No | Pilote            |
| ------------------- | -- | ----------------- |
| IGraal              | 3  | Seb               |
| IGraal              | 8  | Sofyan            |
| Alpine              | 6  | Manon Lanza       |
| Alpine              | 15 | Djilsi            |
| MWII Racing Team    | 7  | Gotaga            |
| MWII Racing Team    | 14 | Squeezie          |
| NordVPN Vilebrequin | 10 | Pierre Chabrier   |
| NordVPN Vilebrequin | 16 | Sylvain Levy      |
| Black Adam          | 11 | Bibi              |
| Black Adam          | 24 | Prime             |
| Cupra Team Pax      | 12 | Domingo           |
| Cupra Team Pax      | 21 | Xari              |
| Fruitz              | 13 | Deujna            |
| Fruitz              | 31 | Dobby             |
| Rhinoshield         | 26 | TheoBabac         |
| Rhinoshield         | 29 | Joyca             |
| PUBG Mobile         | 27 | Kaatsup           |
| PUBG Mobile         | 94 | LeBouseuh         |
| Oscaro              | 30 | Valouzz           |
| Oscaro              | 64 | Depielo           |
| World of Tanks      | 49 | Amixem            |
| World of Tanks      | 99 | Étienne Moustache |

## Séance de qualification

### Résultats des qualifications
Pour répartir l'ordre de la grille de départ, trois séances de qualifications sont organisées, chacune d'une durée de 15 minutes.

#### Séance Q1
Pour empêcher trop de trafic sur la piste, les premières qualifications sont divisées en deux groupes de 11 voitures. Les vingt-deux pilotes participent et les seize mieux classés, une fois les temps des deux groupes combinés, seront qualifiés pour la Q2.

#### Séance Q2
Dans la deuxième séance de qualifications, seuls les dix pilotes les plus rapides sont classés pour la Q3. Alors qu'il reste trois minutes de qualifications, Joyca percute le mur droit au bout de la courbe Dunlop à une vitesse de 204 km/h. Sa monoplace est endommagée, les mécaniciens commencent les réparations, mais ses chances de pouvoir prendre le départ de la course sont faibles.

#### Séance Q3
Lors de la troisième séance, Romain Goisbeau (alias LeBouseuh) fait un tête-à-queue et termine dans les graviers déclenchant un drapeau rouge alors qu'il reste moins de quatre minutes. Après l'évacuation de la monoplace par une grue, la séance peut reprendre et Depielo signe le meilleur temps de toutes les séances confondues et prend la pole position, devant Sylvain et Étienne.

### Grille de départ
Cette section ne s'appuie pas, ou pas assez, sur des sources secondaires ou tertiaires indépendantes du sujet. Le texte peut contenir des analyses inexactes ou inédites de sources primaires.
Pour l'améliorer, ajoutez-en, ou placez des modèles {{Source secondaire souhaitée}} ou {{Source secondaire nécessaire}} sur les passages mal sourcés. (mai 2023)
| Pos. | Pilote            | Écurie              | Qualifications 1 | Qualifications 2 | Qualifications 3 |
| ---- | ----------------- | ------------------- | ---------------- | ---------------- | ---------------- |
| 1    | Depielo           | Oscaro              | 1 min 43 s 632   | 1 min 43 s 090   | 1 min 41 s 958   |
| 2    | Sylvain Levy      | NordVPN Vilebrequin | 1 min 47 s 947   | 1 min 43 s 879   | 1 min 42 s 380   |
| 3    | Étienne Moustache | World of Tanks      | 1 min 45 s 562   | 1 min 44 s 547   | 1 min 43 s 603   |
| 4    | Prime             | Black Adam          | 1 min 44 s 663   | 1 min 45 s 632   | 1 min 44 s 187   |
| 5    | Pierre Chabrier   | NordVPN Vilebrequin | 1 min 47 s 988   | 1 min 48 s 043   | 1 min 45 s 669   |
| 6    | Squeezie          | MWII Racing Team    | 1 min 47 s 613   | 1 min 47 s 979   | 1 min 46 s 361   |
| 7    | Xari              | Cupra Team Pax      | 1 min 46 s 084   | 1 min 45 s 453   | 1 min 46 s 591   |
| 8    | LeBouseuh         | PUBG Mobile         | 1 min 45 s 242   | 1 min 45 s 901   | 1 min 52 s 471   |
| 9    | Dobby             | Fruitz              | 1 min 52 s 535   | 1 min 52 s 276   | 1 min 54 s 077   |
| 10   | Manon Lanza       | Alpine              | 1 min 52 s 386   | 1 min 50 s 297   | 1 min 54 s 162   |
| 11   | Bibi              | Black Adam          | 1 min 52 s 334   | 1 min 53 s 584   |                  |
| 12   | Joyca             | Rhinoshield         | 1 min 53 s 207   | 1 min 53 s 599   |                  |
| 13   | Kaatsup           | PUBG Mobile         | 1 min 50 s 947   | 1 min 56 s 737   |                  |
| 14   | Valouzz           | Oscaro              | 1 min 49 s 299   | 1 min 57 s 592   |                  |
| 15   | Djilsi            | Alpine              | 1 min 52 s 568   | 1 min 58 s 904   |                  |
| 16   | Gotaga            | MWII Racing Team    | 1 min 53 s 333   | 2 min 00 s 632   |                  |
| 17   | TheoBabac         | Rhinoshield         | 1 min 54 s 513   |                  |                  |
| 18   | Seb               | iGraal              | 1 min 54 s 786   |                  |                  |
| 19   | Sofyan            | iGraal              | 1 min 56 s 748   |                  |                  |
| 20   | Amixem            | World of Tanks      | 1 min 57 s 325   |                  |                  |
| 21   | Domingo           | Cupra Team Pax      | 1 min 58 s 871   |                  |                  |
| 22   | Deujna            | Fruitz              | 2 min 06 s 309   |                  |                  |

## Résumé de la course
- Si vous ne connaissez pas le sujet, laissez ce bandeau (vous pouvez alors contacter les auteurs).
- Si vous supprimez le contenu mis en cause (vous pouvez préalablement contacter les auteurs),

argumentez précisément cette suppression dans la page de discussion
(un manque de référence n'est pas un argument ; une recherche réelle de référence doit avoir été effectuée, être formellement documentée).
Avant la course, les mécaniciens annoncent avoir réussi à réparer la monoplace de Joyca à temps, signifiant que tous les pilotes pourront prendre le départ,.
Après deux tours de formation pour chauffer les pneus, la course débute avec le départ lancé. Sylvain et Depielo partent en tête avec Étienne qui attaque sur le côté mais ne parvient pas à les dépasser. Sylvain prend l'avantage avant la courbe Dunlop.
Au sixième tour, alors que les deux voitures de tête se suivent, Sylvain sous-vire légèrement dans le virage du Garage Vert, et Depielo passe à l'intérieur. Deux tours plus tard, Depielo est également victime d'un sous-virage dans le virage de Chapelle et Sylvain en profite pour se faufiler à l'intérieur[source secondaire souhaitée].
À la fin du douzième tour, Xari glisse et fait un tête-à-queue dans le virage du raccordement. Pierre Chabrier qui le suivait de près percute sa monoplace, déclenchant un drapeau jaune sous régime de voiture de sécurité et au même moment la chaine obtient le million de spectateurs simultanés. Les deux voitures parviennent à rentrer au stand, tandis que la voiture de sécurité se retire à la fin du treizième tour. Lors du passage de la safety car, Prime dépasse Etienne Moustache qui occupait alors la troisième place, il n'a pas été indiqué par l'organisation (que ce soit sur le live Twitch ou pendant la course) que Prime a commis une photo en régime de safety car, ce qui semble en être pourtant le cas. Sylvain peut donc imposer son rythme lors de la relance dans la ligne droite, suivi de près par Depielo. Dans l'entame du quatorzième tour, Prime perd le contrôle et termine dans les graviers[source secondaire souhaitée].
Lors des deux derniers tours, Depielo tente des offensives sur Sylvain, mais ne parvient pas à trouver l'ouverture. Sylvain est donc sacré vainqueur, avec seulement un peu plus de deux dixièmes de seconde d'avance sur Depielo.

### Classement de la course
| Pos. | No | Pilote            | Écurie              | Tours | Temps/Abandon | Grille | Points |
| ---- | -- | ----------------- | ------------------- | ----- | ------------- | ------ | ------ |
| 1    | 16 | Sylvain Levy      | NordVPN Vilebrequin | 15    | 27 min 32 s   | 2      | 90     |
| 2    | 64 | Depielo           | Oscaro              | 15    | + 0 s 248     | 1      | 78     |
| 3    | 99 | Étienne Moustache | World of Tanks      | 15    | + 5 s 100     | 3      | 70     |
| 4    | 94 | LeBouseuh         | PUBG Mobile         | 15    | + 23 s 079    | 8      | 62     |
| 5    | 14 | Squeezie          | MWII Racing Team    | 15    | + 26 s 329    | 6      | 54     |
| 6    | 30 | Valouzz           | Oscaro              | 15    | + 42 s 280    | 14     | 47     |
| 7    | 15 | Djilsi            | Alpine              | 14    | + 1 tour      | 15     | 40     |
| 8    | 6  | Manon Lanza       | Alpine              | 14    | + 1 tour      | 10     | 35     |
| 9    | 11 | Bibi              | Black Adam          | 14    | + 1 tour      | 11     | 30     |
| 10   | 31 | Dobby             | Fruitz              | 14    | + 1 tour      | 9      | 28     |
| 11   | 07 | Gotaga            | MWII Racing Team    | 14    | + 1 tour      | 16     | 26     |
| 12   | 26 | TheoBabac         | Rhinoshield         | 14    | + 1 tour      | 17     | 24     |
| 13   | 27 | Kaatsup           | PUBG Mobile         | 14    | + 1 tour      | 13     | 20     |
| 14   | 49 | Amixem            | World of Tanks      | 14    | + 1 tour      | 20     | 18     |
| 15   | 3  | Seb               | iGraal              | 14    | + 1 tour      | 18     | 14     |
| 16   | 12 | Domingo           | Cupra Team Pax      | 14    | + 1 tour      | 21     | 10     |
| 17   | 24 | Prime             | Black Adam          | 13    | Tête-à-queue  | 4      | 8      |
| 18   | 8  | Sofyan            | iGraal              | 13    | + 2 tours     | 19     | 6      |
| 19   | 13 | Deujna            | Fruitz              | 13    | + 2 tours     | 22     | 4      |
| 20   | 29 | Joyca             | Rhinoshield         | 13    | + 2 tours     | 12     | 1      |
| Abd. | 21 | Xari              | Cupra Team Pax      | 12    | Accrochage    | 7      | 0      |
| Abd. | 10 | Pierre Chabrier   | NordVPN Vilebrequin | 12    | Accrochage    | 5      | 0      |

### Pole position et record du tour
Cette section ne s'appuie pas, ou pas assez, sur des sources secondaires ou tertiaires indépendantes du sujet. Le texte peut contenir des analyses inexactes ou inédites de sources primaires.
Pour l'améliorer, ajoutez-en, ou placez des modèles {{Source secondaire souhaitée}} ou {{Source secondaire nécessaire}} sur les passages mal sourcés. (octobre 2022)
- Pole position :  Depielo (Oscaro) en 1 min 41 s 958 (147,767 km/h).
- Meilleur tour en course :  Depielo (Oscaro) en 1 min 41 s 877 (147,884 km/h) au deuxième tour de la course.

### Classement par écurie
Avec Depielo (2e) et Valouzz (6e), Oscaro est sacré vainqueur du classement des écuries.
| Pos. | Écurie              | Points |
| ---- | ------------------- | ------ |
| 1    | Oscaro              | 125    |
| 2    | NordVPN Vilebrequin | 90     |
| 3    | World of Tanks      | 88     |
| 4    | PUBG Mobile         | 82     |
| 5    | MWII Racing Team    | 80     |
| 6    | Alpine              | 75     |
| 7    | Black Adam          | 38     |
| 8    | Fruitz              | 34     |
| 9    | Rhinoshield         | 25     |
| 10   | iGraal              | 20     |
| 11   | Cupra Team Pax      | 10     |

## Faits marquants

### Accident
Lors de la phase de qualifications de la première édition, Joyca est victime d'un important accident à la sortie de la courbe Dunlop qui endommage sévèrement sa voiture. Les mécaniciens parviennent à réparer la monoplace et le vidéaste est en mesure de prendre le départ. Il réagit : « Je suis arrivé là, dans la grande Dunlop de la mort, y a un mur qui fait un peu flipper, ben je l’ai pris. »
En pleine course dans le dernier virage du circuit, Xari (alors 4e) fait un tête-à-queue et Pierre Chabrier (5e) qui se bat contre Xari pour la 4e place, ne peut l'éviter ce qui créé un accrochage entre les deux pilotes qui doivent abandonner à cause de dégâts trop importants sur les monoplaces.

### Personnalités invitées
Le trophée de la troisième position est remis par Matthieu Vaxiviere, de la deuxième position par Bigflo & Oli puis celui du vainqueur par Jamel Debbouze. Le concert, quant à lui, est assuré par Bianca Costa, Bigflo et Oli ainsi que Myd.